# غوندوغدو ألب
غوندوغدو (بالتركية: Gündoğdu)‏ هو أحد أبناء سليمان شاه سيد قبيلة قايي التركمانية من أتراك الأوغوز وهو الأخ الغير الشقيق لأرطغرل غازي وعم عثمان الأول مؤسس الخلافة العثمانية. خاض مجموعة من المعارك ضد المغول والصليبيين، إلى جانب أبيه "سليمان شاه وأخوته غير الأشقاء : "سونغور تكين"، "أرطغرل غازي" و"دوندار".